# Frank Hadow

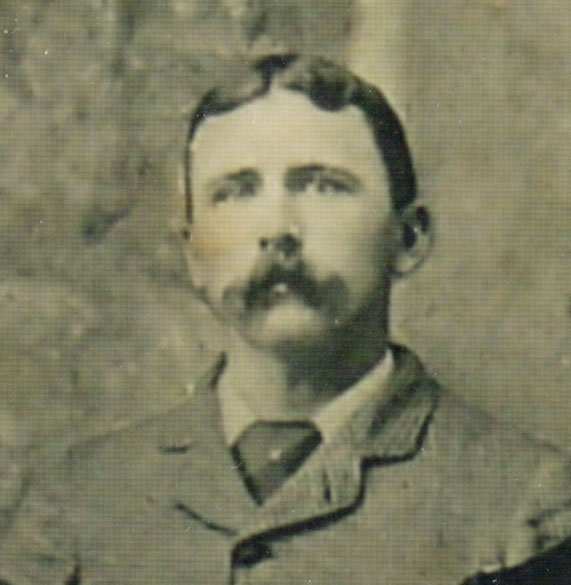
Frank Hadow

Frank Hadow, eg. Patrick Francis Hadow, född i Regent's Park i Middlesex 24 januari 1855, död 29 juni 1946, var en brittisk tennisspelare, känd som den andre manlige singelmästaren i Wimbledonmästerskapen. 

## Personen
Frank Hadow är ihågkommen som den som "dök upp, segrade och försvann". Han förestod en te-plantage på Ceylon vid tiden för sitt "uppdykande" i London och Wimbledonmästerskapen 1878. Han var då på tillfälligt besök över sommaren i sitt hemland, när han, sannolikt med mycket litet tennisträning bakom sig, ställde upp i den andra årgången av Wimbledonmästerskapen. Liksom det första årets segrare, Spencer Gore, var också den småvuxne Frank Hadow en skicklig cricketspelare. Han hade bland annat varit kapten för Harrows skollag.

## Segermatchen i Wimbledonmästerskapen
Spencer Gore var klar favorit till segern i 1878 års turnering som spelades i form av kvalificeringsomgångar för övriga deltagare, men där han som mästare i stället stod över till sista ronden, "Challenge Round". Där mötte han Frank Hadow som mot förväntan besegrade Gore klart. Spencer Gore spelade ett slags "serve och volley-spel", en taktik som året innan varit framgångsrik. Under denna final "uppfann" i stället Hadow lobben och lyckades på det sättet tvinga bort Gore från nätet. Frank Hadow vann finalen med siffrorna 7-5, 6-1, 9-7.
Efter denna final spelade varken Frank Hadow eller Spencer Gore tennis igen. Hadow återvände till Ceylon, och var på det sättet "försvunnen" för tennisvärlden. År 1926 inbjöds han till Wimbledon, där han av drottning Mary tilldelades medalj som den äldste då levande mästaren.